# 迷い道
「迷い道」（まよいみち）は、渡辺真知子の楽曲で、1枚目のシングル。1977年（昭和52年）11月1日にCBS・ソニー（現・ソニー・ミュージックレーベルズ ソニー・ミュージックレコーズ）より発売。 

## 概要
累計で80万枚を売り上げるヒット曲となり、この曲で1978年（昭和53年）大晦日の『第29回NHK紅白歌合戦』に初出場を果たした。
「かもめが翔んだ日」「ブルー」「唇よ、熱く君を語れ」と並ぶヒット曲であり、渡辺の代表曲のひとつとなっている。

## 収録曲
1. 迷い道
作詞・作曲：渡辺真知子、編曲：船山基紀
2. 愛情パズル
作詞・作曲：渡辺真知子、編曲：船山基紀

## エピソード
- TBS系の音楽番組『ザ・ベストテン』では、1978年3月16日に9位でランクイン、スタジオ初登場となった。その後、9位 - 7位 - 6位 - 8位 - 10位 - 9位 - 7位 - 10位 - 10位と、トップ10ギリギリでランクインし続けた[3]ことから、「土俵際の真知子」という称号が与えられていた。[要出典]同年5月18日には12位とベストテン圏外になるものの、同日付で2ndシングルの「かもめが翔んだ日」が14位にランクインし、6月15日に9位で登場する連続ヒットとなった[4]。同年秋の3作目のシングル「ブルー」もベストテン入りしていた[5]。
- この曲について、「横須賀の実家と東京とを何回も往復して曲を書き直した。」「最初、歌詞は2番までしかなかったが、曲が短いことから、3番の歌詞を追加して作詞した」「既存の3曲から良いとこ取りで曲のエッセンスをまとめて一曲にした」等のエピソードがあり、京浜急行の快速特急に乗っていて、金沢文庫駅あたりでカーブが多い所を通過するのを思い出して「『迷い道くねくね』という歌詞を発想した」と話している[6]。
- Guitarブック別冊の『海と愛』（エイプリル出版）という雑誌で、渡辺がデビュー前、カーリー・ヘアーで「ストレイ・キャット」（日本語で迷い猫）というロック・バンドのボーカルをつとめていたことがあり、「迷い」という言葉には古くから縁があった旨のエピソードが紹介されている。[要出典]
- 「海と愛」では、また、B面曲の「愛情パズル」の歌詞にでてくる「ペコペコサンド」は、当時横須賀のドブ板通りにあった「ペコス」という喫茶店で実際に出されていたメニュー（その後「ペコバーガー」とメニュー名が変更されている）であるというエピソードも紹介されている。[要出典]
- 月刊明星の記事において、歌い出しの「現在、過去、未来」という歌詞は、当初はサビの部分に配置されていたが、当時の担当者から「この歌詞を最初にもってきたら面白い」とアドバイスされて、今の形になった、というエピソードが紹介されている。[要出典]
- 1996年（平成8年）には、トヨタ自動車の「ビッグチャレンジ '96」のテレビCMで、当時ドジャースのピッチャーだった野茂英雄と競演した。その内容は、助手席に野茂が、運転席に渡辺真知子が座って運転しながら（道に迷っていたと思われる状況で）「迷い道」の歌い出し部分を口ずさみ、野茂が「真知子さん、ナビ入れたら?」とつっこみを入れる、というものだった。

## カバー
- 少年探偵団 - 1979年発売のシングル（EP）『恐怖の人間カラオケ』収録。
- 國實唯理 - 1991年（平成3年）発売のシングル『コーヒー・ルンバ』のカップリング曲として収録。
- 徳永英明 - 2007年（平成19年）発売のアルバム『VOCALIST 3』収録。
- 柴田淳 - 2012年発売のカバーアルバム『COVER 70's』収録。
- 岩崎良美 - 2013年発売のカバーアルバム『The Reborn Songs 〜シクラメン〜』収録。
- ジェニファー - 2014年発売のカバーアルバム『COVER 60's-70's』収録。